# Michael Mastro
Michael Mastro (Albany (New York), 17 mei 1962) is een Amerikaans acteur.

## Filmografie

### Films
Uitgezonderd korte films.
- 2020 Tesla - als Charles Peck
- 2018 Paterno - als Guido D'Elia
- 2015 My Name Is David - als tandarts
- 2001 Kissing Jessica Stein – als Martin
- 2000 Brooklyn Sonnet – als Moosehead
- 1997 Jungle 2 Jungle – als Gino
- 1996 On Seventh Avenue – als Chris Diefenbach
- 1994 Dead Funny – als man met baby
- 1993 The Night We Never Met – als kaaskoper

### Televisieseries
Uitgezonderd eenmalige gastrollen.
- 2011-2024 Law & Order: Special Victims Unit – als rechter Serani – 27 afl.
- 2013 Nurse Jackie – als Larry – 3 afl.

## TheaterwerkBroadway
- 2022-2023 Funny Girl - als Florenz Ziegfeld / Tom Keeney / acteur (understudy)
- 2001-2015 Mamma Mia! - als Harry Bright (understudy)
- 2009-2021 West Side Story - als Gladhand
- 2004-2005 Twelve Angry Men - als jurylid 5
- 2003-2004 Cat on a Hot Tin Roof - als Gooper
- 2001 Judgment at Nuremberg - als Rudolf Peterson
- 1998-1999 Side Man - als Ziggy
- 1997 Barrymore - als Frank
- 1995 Love! Valour! Compassion! - als Arthur Pape / Perry Sellars / Buzz Hauser (understudy)

- Library of Congress Control Number: no2009154215
- Virtual International Authority File: 100840007
- WorldCat: E39PBJbCMht4xKXBRhGqdgqvpP